# Невероятные приключения Уоллеса и Громита: Пикник на Луне
«Пикник на Луне» (англ. Wallace and Gromit: A Grand Day Out) — британский пластилиновый короткометражный мультфильм Ника Парка, снятый в студии Aardman Animations в 1989 году. Второй мультфильм из серии «Невероятные приключения Уоллеса и Громита» (англ. The Incredible Adventures of Wallace and Gromit), повествующий о похождениях изобретателя Уоллеса и его очень умного пса Громита. Он заслужил популярность у телезрителей, однако вышел на экраны по счёту третьим фильмом после фильма «Стрижка „под ноль“», получившего Оскар.

## Сюжет
Однажды экстравагантный изобретатель и большой любитель сыра Уоллес и его умный пёс Громит ночью задумались о том, как им провести выходные. Без сомнения, надо ехать туда, где сыр, тем более что запасы его только что закончились. А ведь там Луна сделана из сыра! Уоллес смастерил ракету (при этом исписав пару листов бумаги), и друзья отправились в полёт.
Прилетев на Луну, они устраивают пикник и вовсю пробуют лунный сыр. Тем временем они случайно тревожат покой лунного «робота-автомата», у которого появляется мечта побывать на горнолыжном курорте на Земле.

## Создатели
- Дополнительное создание моделей: Джанет Сэнгер, Майкл Хорт, Майкл Райт, Эндрю Дэвис